# Arizona Classic 1990
Arizona Classic 1990 — жіночий тенісний турнір, що проходив на відкритих кортах з твердим покриттям Scottsdale Princess у Скоттсдейлі (США). Належав до турнірів Tier IV в рамках Туру WTA 1990. Турнір відбувся вп'яте і тривав з 15 жовтня до 21 жовтня 1990 року. Перша сіяна Кончіта Мартінес здобула титул в одиночному розряді й отримала 27 тис. доларів США.

## Фінальна частина

### Одиночний розряд
Кончіта Мартінес —  Маріанн Вердел 7–5, 6–1
- Для Мартінес це був 2-й титул в одиночному розряді за сезон і 6-й — за кар'єру.

### Парний розряд
Еліз Берджін /  Гелен Келесі —  Сенді Коллінз /  Ронні Рейс 6–4, 6–2